# アリウス

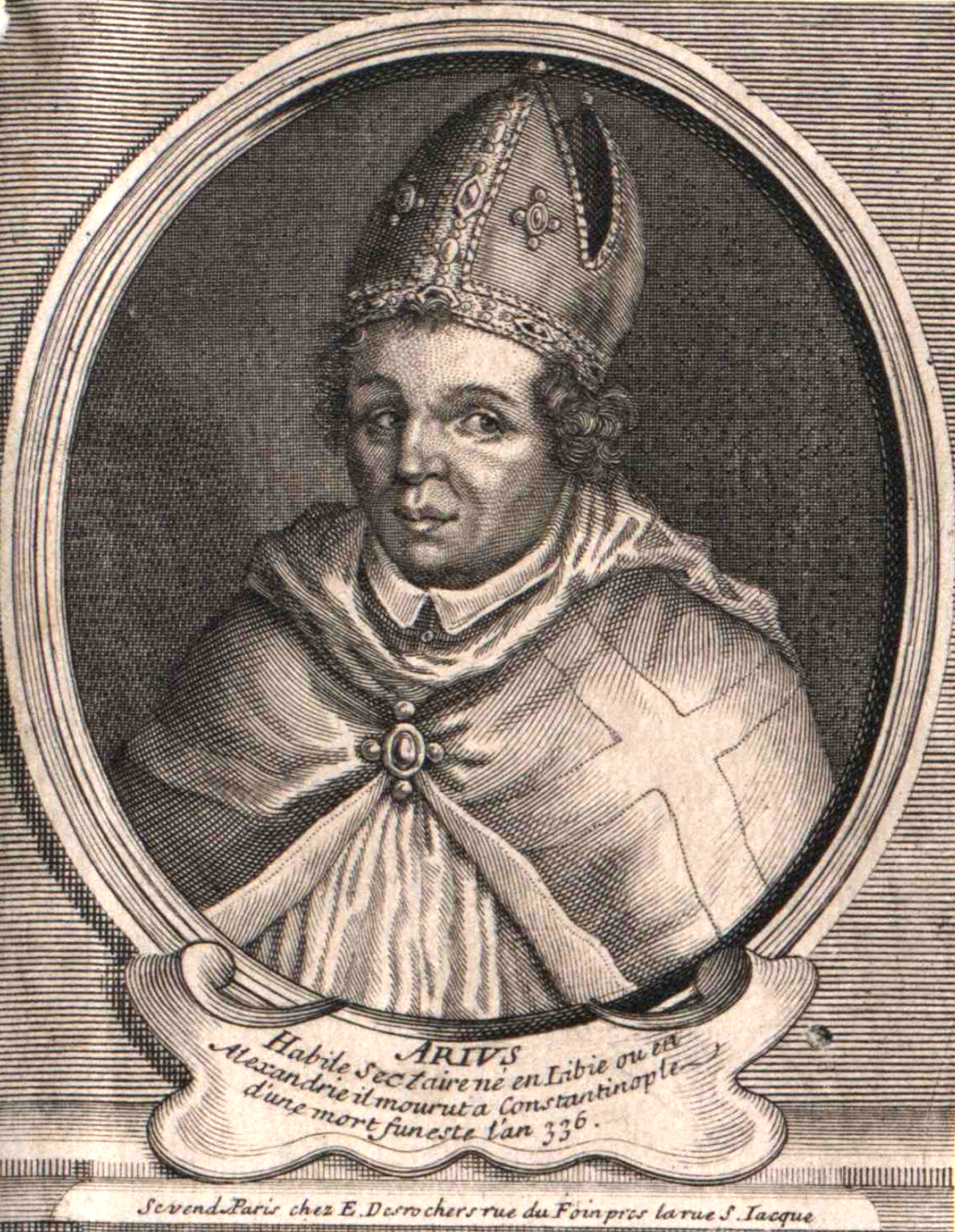
アリウス

アリウス（Arius、250年 - 336年）は、アレクサンドリアの司祭で、古代のキリスト教アリウス主義の提唱者。古典ギリシア語の再建からアレイオス（Άρειος, Areios）とも呼ばれる（現代ギリシア語ではアリオス）。アリウス派、あるいはアリウス主義はアリウスに由来している。

## 概要
アリウスはリビアの出身であるがアンティオキアの長老（司祭）で後に殉教者となった神学者ルキアノスに学び、後にアレクサンドリアへ渡り、聖職についた。巧みな話術と献身的、禁欲的な態度で人気となり、エジプトからオリエント地方全域に従属主義的な教えを広めた。このことからアレクサンドリアの主教、アレクサンドロスの怒りを買い、アリウスは321年の主教会議にて破門となり、イリュリクムへ追放される。325年、第1ニカイア公会議にてコンスタンティヌス1世はアリウスの広めた教えを異端とし、アリウス及びその同調者の破門を正式に決定した。
その後、反ニカイア派の指導者ニコメディアのエウセビオス（生年不明-342年）の仲裁などにより復帰を許されたが、コンスタンティノープルで336年死亡した。

## アリウス論争

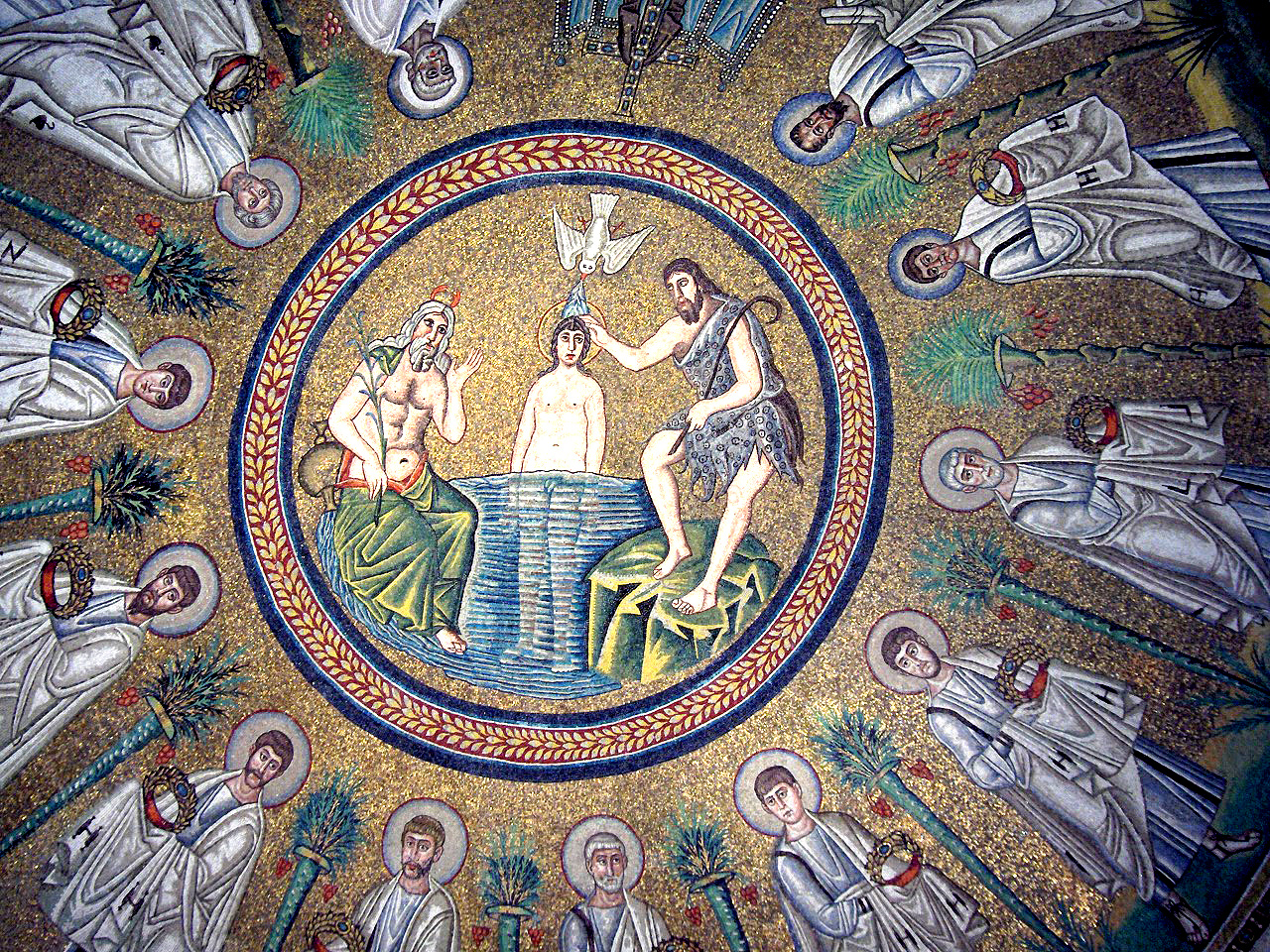
アリウス派の教義に基づいたバプテスマを描いた絵。東ゴート王テオドリックにより建てられたラヴェンナのアリウス派洗礼堂の天井ドームのモザイク壁画。

アリウス論争は318-9年頃起こった。アリウスは、子なるイエス・キリストが生まれた者であれば父なる神と同質ではありえない（ヘテロウシオス、父と子は異質）とするユダヤ教同様の厳格な唯一神教を説いた。それに対し、主教アレクサンドロス、アタナシオスらニカイア派はキリストの誕生を人間のそれと同一に考えるべきではないとし、父と子は同質（ホモウシオス）とする三位一体論を説いた。
コンスタンティヌス1世は積極的にアリウスを支援した。それは、アリウス主義が「神の唯一支配の地上における像としての帝国独裁政治理念に都合のよいイデオロギーを提供」したからである。
325年のニカイア公会議でアリウスの教えは異端とされ、その際採択された『ニカイア信条』により神である父と子であるキリストは同質であることが確認された。一応の決着は見られたが、その教えを信奉するアリウス派は多く、その死後もアノモイオス（非類似）派、ホモイオス（類似）派、ホモイウシオス（類似本質）派の三派に分裂しつつも勢力を保った。これらのアリウス派とニカイア信条を擁護するニカイア派の抗争に宮廷を取りまく政争ともからみあい、複雑多岐な宗教政治的紛争が長く続いた。
しかしニカイア派皇帝テオドシウス1世（在位379-395）が帝位につくと事態は一変した。半アリウス派とも呼ばれたホモイウシオス（類似本質）派とニカイア派が和解、連合し、381年の第1コンスタンティノポリス公会議において、エウノミオス派（アノモイオス派）、アリウス派（エウドクシオス派）、プネウマトマコイ派（マケドニオス派）、サベリウス派、アポリナリオス派、その他の異説派を禁止することになった。さらに451年に開催されたカルケドン公会議においても再度異端であることが確認された。